# Reinhold Rehbinder
Reinhold Rehbinder, född 1643 eller 1644, död 29 april 1709, var en svensk friherre,  militär och landshövding i Kalmar län från 1701 till sin död. Han var ägare av Gripenbergs slott i Säby socken, Marsäter i Gryts socken, Östergötland, Duveholm i Stora Malms socken samt Strångholm och Kvarnsjö i Östra Vingåkers socken, Torp i Kräcklinge socken, Vingstorp i Fellingsbro socken samt Anfastebo i Kilanda socken.

## Biografi
Reinhold Rehbinder var son till Henrik Rehbinder, Han blev kapten vid livgardet 1674 och var med vid slaget vid Lund 1676. Han blev överste Kronobergs regemente i juni 1678 och för Närkes och Värmlands regemente i juli 1678. Under skånska krigets senare del var han posterad på Tunbyholms slott med en garnison på 200 man som skulle vakta den viktiga transportvägen mellan Kristianstad och Malmö. Han arbetade då nära tillsammans med bland andra krigskommissarie Sven Erlandsson och Adolf Magnus Klingspor. Han utsågs till generalmajor över infanteriet 1686 och generallöjtnant 1693
I juli 1701 utsågs han till landshövding över Kalmar län och överkommendant över fästningarna i Kalmar län och på Öland.
Reinhold Rehbinder var gift från 1671 med Catharina Maria Fitinghoff (död 1706) och med Magdalena Ranck. Han hade 17 barn (varav sju dog som barn) med sin första hustru och ett med sin andra.